# Walther Killy
Walther Killy (* 26. August 1917 in Bonn; † 28. Dezember 1995 in Kampen (Sylt)) war ein deutscher Literaturwissenschaftler und Hochschullehrer. Bekannt wurde er durch die Herausgabe des Killy Literaturlexikons und der Deutschen Biographischen Enzyklopädie (DBE).

## Leben
Walther Killy, Sohn des Juristen Leo Killy, studierte zunächst Medizin, dann Germanistik, Philosophie und Geschichte. Er begann eine Doktorarbeit über Die Überlieferung der Gedichte Hölderlins bei Julius Petersen, konnte diese jedoch wegen des Krieges nicht abschließen. Als Soldat der Wehrmacht nahm er am Russland- und später am Afrikafeldzug teil. Im Winter 1940/41 regten er und sein Vater Petersen und Friedrich Beißner – damals am Goethe- und Schiller-Archiv in Weimar – zu einer historisch-kritischen Hölderlin-Ausgabe an, die Beißner ab 1943 auch umsetzte.
Nach der Kriegsgefangenschaft in Trinidad (Colorado) wurde Killy am 19. März 1948 an der Eberhard-Karls-Universität Tübingen mit der Arbeit Bild und Mythe in Hölderlins Gedichten promoviert. Drei Jahre später habilitierte er sich an der Freien Universität Berlin mit einer textkritischen Untersuchung zu Hölderlins Hyperion. 1955 erhielt er eine Professur für Germanistik an der FU. 1961 wechselte er an die Georg-August-Universität Göttingen. Für das akademische Jahr 1967/68 zu ihrem Rektor gewählt, sprach er in seiner Rektoratsrede über Gedichte des jungen Bertolt Brecht. 1966 wurde er zum ordentlichen Mitglied der Göttinger Akademie der Wissenschaften gewählt.
Von 1968 bis 1970 war er Vorsitzender des Gründungsausschusses der Universität Bremen (Gründungsrektor). 1969 nahm er Gastprofessuren an der University of California und der Harvard University wahr. 1971 ging er an die Universität Bern, was als eine Flucht „aus dem Hexenkessel der Universitätsprobleme in Deutschland“ in die Schweiz dargestellt wurde. Von 1978 bis 1985 war er Direktor des Forschungsprogramms der Herzog August Bibliothek in Wolfenbüttel. Seit 1979 war er ordentliches Mitglied der Braunschweigischen Wissenschaftlichen Gesellschaft. Ihm wurde der Niedersachsenpreis für Publizistik (1983) und der Sigmund-Freud-Preis für wissenschaftliche Prosa (1990) verliehen.
Killy starb im Alter von 78 Jahren auf Sylt.
Die Universitätsbibliothek Magdeburg hat 1996 Killys Privatbibliothek erworben. Diese Spezialsammlung umfasst 6414 Titel aus den Erscheinungsjahren von 1557–1995. Bestandteil der Killy-Bibliothek ist eine der wertvollsten Paul-Celan-Sammlungen in Europa mit vielen Widmungsexemplaren sowie ein Exemplar der Erstausgabe Poetische Wälder (1698) von Christian Gryphius. Alle Publikationen dieser Bibliothek können im Katalog der Universitätsbibliothek Magdeburg eingesehen werden.

## Herausgeber
Walther Killy war Herausgeber vieler Kompendien und Anthologien sowie Initiator und Organisator von Lexika, darunter Bertelsmanns Literaturlexikon, bekannt als „Der Killy“. Seit 2008 erscheint im Verlag Walter de Gruyter eine vollständig überarbeitete Neuauflage. Killy war außerdem Mitarbeiter an der von Friedrich Beißner herausgegebenen Stuttgarter Hölderlin-Ausgabe und Mitherausgeber der Werke von Georg Trakl.

## Schriften
Monografien
- Erinnerungen an Frankreich in den Kriegsjahren 1942-44 / Walther Killy; Anton Lüpkes; Wilhelmine Siefkes; maschinenschriftliches Manuskript
- Über des späteren Hölderlin Ansicht von der Geschichte. Handschrift. Trinidad (Colorado) 1945 (Umfang: 39 S.)
- Bild und Mythe <Variante: Mythos> in Hölderlins Gedichten. Phil. Diss. Tübingen [Maschinenschr.] 1948
- Studium Generale und studentisches Gemeinschaftsleben. Ein Bericht erstattet unter Benutzung örtlicher Erhebungen von Rolf Hildebrandt und Hans Lades. Duncker & Humblot, Berlin 1952.
- Wandlungen des lyrischen Bildes. Vandenhoeck & Ruprecht, Göttingen 1956 (spätere Aufl.: ISBN 3-525-34008-7).
- Über Georg Trakl. Vandenhoeck & Ruprecht, Göttingen 1960.
- Deutscher Kitsch. Ein Versuch mit Beispielen. Vandenhoeck & Ruprecht, Göttingen 1961 (spätere Aufl.: ISBN 3-525-33181-9).
- Wirklichkeit und Kunstcharakter. 9 Romane des 19. Jahrhunderts. Beck, München 1963.
- Über Gedichte des jungen Brecht (= Göttinger Universitätsreden. Heft 51). Vandenhoeck & Ruprecht, Göttingen 1967.
- Bildungsfragen. Beck, München 1971. ISBN 3-406-02476-9.
- Elemente der Lyrik. Zweite, durchgesehene Auflage. Beck, München 1972, ISBN 3-406-01735-5 [erste Auflage 1972; Neuausgabe: München: dtv, 1983, ISBN 3-423-04417-9].
- Schreibweisen – Leseweisen. Beck, München 1982. ISBN 3-406-09086-9.
- Von Berlin bis Wandsbek. Zwölf Kapitel deutscher Bürgerkultur um 1800. Beck, München 1996. ISBN 3-406-40391-3.

Herausgeberschaften
- Zeichen der Zeit. Ein deutsches Lesebuch in 4 Bänden. Frankfurt a. M.; Hamburg: Fischer Bücherei, 1958–1962.
- zusammen mit Wolf-Hartmut Friedrich: Das Fischer-Lexikon. Teil 34: Literatur 1. Frankfurt am Main: Fischer-Taschenbuch-Verl., 1964.
- zusammen mit Hans Szklenar: Georg Trakl: Dichtungen und Briefe. Salzburg: O. Müller, 1970.
- Deutsches Lesebuch: Ein Lesebuch in 5 Bänden. Frankfurt a. M., Hamburg: Fischer-Bücherei, 1970.
- Epochen der deutschen Lyrik (10 Bände). München: dtv, 1974–1977.
- Die deutsche Literatur. Texte und Zeugnisse (7 Bände). München: Beck, 1967–1988.
- Literaturlexikon. Autoren und Werke deutscher Sprache (15 Bände). Gütersloh, München: Bertelsmann-Lexikon-Verl., 1988–1991 (CD-ROM: Berlin 1998, ISBN 3-932544-13-7), digitale Ausgabe: Literaturlexikon, Directmedia Publishing, 2. Ausgabe, Berlin 2000, Digitale Bibliothek Band 9, ISBN 978-3-89853-109-2.
- zusammen (ab Band 4) mit Rudolf Vierhaus: Deutsche Biographische Enzyklopädie. 13 Bände, München u. a.: Saur, 1995–2003. ISBN 3-598-23160-1.